# За тебе
За тебе је други студијски албум који је издала певачица Senidah. Издат је 18. новембра 2022. за Bassivity Digital. Представља наставак њеног првог албума, Без тебе (2019).

## Списак песама
| №               | Назив           | Аутор(и)                                                        | Продуцент(и)    | Трајање |  |
| 1.              | Заувек          | Сенида Хајдарпашић Бењамин Крнетић Анже Кацафура Дино Нухановић | Јан Магдевски   | 3.30    |  |
| 2.              | Бехуте          | Хајдарпашић Бојана Вунтуришевић Лука Јовановић                  | Магдевски       | 3.40    |  |
| 3.              | Сатен           | Хајдарпашић Крнетић                                             | Магдевски       | 4.05    |  |
| 4.              | Бели свемир     | Хајдарпашић Крнетић                                             | Магдевски       | 4.06    |  |
| 5.              | Два прста       | Хајдарпашић Крнетић                                             | Магдевски       | 3.06    |  |
| 6.              | Месечина и ја   | Хајдарпашић Крнетић                                             | Магдевски       | 2.20    |  |
| 7.              | Јаднаја         | Хајдарпашић Крнетић                                             | Магдевски       | 2.55    |  |
| 8.              | Југ             | Хајдарпашић Крнетић                                             | Магдевски       | 3.04    |  |
| 9.              | Ноћне животиње  | Хајдарпашић Јовановић Вунтуришевић Реља Миланковић              | Магдевски       | 2.39    |  |
| 10.             | Кад ће доћи ред | Хајдарпашић Крнетић                                             | Магдевски       | 3.16    |  |
| 11.             | Сенида (и Жене) | Хајдарпашић Јовановић Вунтуришевић Миланковић Радмила Петровић  | Магдевски       | 3.07    |  |
| 12.             |                 | Хајдарпашић Крнетић                                             | Магдевски       | 3.51    |  |
| 13.             |                 | Хајдарпашић Јовановић Вунтуришевић Миланковић                   | Магдевски       | 3.05    |  |
| 14.             | (и )            | Хајдарпашић Крнетић Филип Арсенијевић                           | Магдевски       | 2.43    |  |
| 15.             | Соба 2          | Хајдарпашић Крнетић                                             | Магдевски       | 5.23    |  |
| Укупно трајање: | Укупно трајање: | Укупно трајање:                                                 | Укупно трајање: | 50.56   |  |